# MTV ao Vivo: Titãs
MTV ao Vivo: Titãs é o terceiro álbum ao vivo dos Titãs, lançado em 2005 em CD e DVD. Foi gravado na Fortaleza de São José da Ponta Grossa, em Florianópolis, Santa Catarina, nos dias 12 e 13 de agosto daquele ano. Foi o último álbum produzido por Jack Endino.
O álbum traz três canções inéditas: "O Inferno São Os Outros", "Anjo Exterminador" e "Vossa Excelência" (composta em meio à crise política deflagrada pelo escândalo do mensalão), além da regravação de "O Portão", de Roberto Carlos, disponível apenas no CD.[carece de fontes?]

## Faixas

### CD
| N.º            | Título                                               | Compositor(es)                                                | Vocais principais | Duração |  |
| 1.             | "A Melhor Banda de Todos os Tempos da Última Semana" | Sérgio Britto, Branco Mello                                   | Branco            | 3:17    |  |
| 2.             | "AA UU"                                              | Sérgio, Marcelo Fromer                                        | Sérgio            | 2:30    |  |
| 3.             | "Vossa Excelência"                                   | Charles Gavin, Paulo Miklos, Tony Bellotto                    | Paulo             | 3:09    |  |
| 4.             | "Aluga-se"                                           | Raul Seixas, Cláudio Roberto                                  | Sérgio e Paulo    | 3:08    |  |
| 5.             | "Lugar Nenhum"                                       | Tony, Charles, Marcelo, Sérgio, Arnaldo Antunes               | Branco            | 3:36    |  |
| 6.             | "Enquanto Houver Sol"                                | Sérgio                                                        | Sérgio            | 2:49    |  |
| 7.             | "Provas de Amor"                                     | Paulo                                                         | Paulo             | 3:10    |  |
| 8.             | "Mentiras"                                           | Sérgio, Marcelo, Tony                                         | Sérgio            | 2:08    |  |
| 9.             | "Anjo Exterminador"                                  | Sérgio                                                        | Sérgio            | 3:14    |  |
| 10.            | "Vamos ao Trabalho"                                  | Paulo                                                         | Paulo             | 1:45    |  |
| 11.            | "Cabeça Dinossauro"                                  | Paulo, Branco, Arnaldo                                        | Branco            | 1:43    |  |
| 12.            | "Não Vou Lutar"                                      | Paulo, Sérgio                                                 | Paulo             | 3:07    |  |
| 13.            | "Bichos Escrotos"                                    | Sérgio, Nando Reis, Arnaldo                                   | Paulo             | 3:16    |  |
| 14.            | "Eu Não Sei Fazer Música"                            | Tony, Arnaldo, Charles, Branco, Nando, Marcelo, Paulo, Sérgio | Branco            | 1:50    |  |
| 15.            | "O Inferno São os Outros"                            | Branco, Charles, Tony                                         | Branco            | 2:49    |  |
| 16.            | "Polícia"                                            | Tony Bellotto                                                 | Sérgio            | 1:48    |  |
| 17.            | "O Portão"                                           | Roberto Carlos, Erasmo Carlos                                 | Branco            | 3:17    |  |
| 18.            | "Epitáfio"                                           | Sérgio                                                        | Sérgio            | 2:51    |  |
| 19.            | "Flores"                                             | Tony, Paulo, Charles, Sérgio                                  | Branco            | 3:22    |  |
| 20.            | "Diversão"                                           | Sérgio, Nando                                                 | Paulo             | 3:34    |  |
| Duração total: | Duração total:                                       | Duração total:                                                | Duração total:    | 56:21   |  |

### DVD[4]
| N.º | Título                                               | Compositor(es)                                                               | Vocais principais            | Duração |  |
| 1.  | "A Melhor Banda de Todos os Tempos da Última Semana" | Sérgio Britto, Branco Mello                                                  | Branco Mello                 |         |  |
| 2.  | "AA UU"                                              | Sérgio Britto, Marcelo Fromer                                                | Sérgio Britto                |         |  |
| 3.  | "Domingo"                                            | Tony Bellotto, Sérgio Britto                                                 | Paulo Miklos                 |         |  |
| 4.  | "Aluga-se"                                           | Raul Seixas, Cláudio Roberto                                                 | Sérgio Britto e Paulo Miklos |         |  |
| 5.  | "O Inferno São os Outros"                            | Branco Mello, Charles Gavin, Tony Bellotto                                   | Branco Mello                 |         |  |
| 6.  | "Eu Não Sou Um Bom Lugar"                            | Branco Mello, Tony Bellotto                                                  | Branco Mello                 |         |  |
| 7.  | "Enquanto Houver Sol"                                | Sérgio Britto                                                                | Sérgio Britto                |         |  |
| 8.  | "Provas de Amor"                                     | Paulo Miklos                                                                 | Paulo Miklos                 |         |  |
| 9.  | "Mentiras"                                           | Marcelo Fromer, Sérgio Britto, Tony Bellotto                                 | Sérgio Britto                |         |  |
| 10. | "Anjo Exterminador"                                  | Sérgio Britto                                                                | Sérgio Britto                |         |  |
| 11. | "Vamos ao Trabalho"                                  | Paulo Miklos                                                                 | Paulo Miklos                 |         |  |
| 12. | "Cabeça Dinossauro"                                  | Arnaldo Antunes, Branco Mello, Paulo Miklos                                  | Branco Mello                 |         |  |
| 13. | "Não Vou Lutar"                                      | Paulo Miklos, Sérgio Britto                                                  | Paulo Miklos                 |         |  |
| 14. | "Bichos Escrotos"                                    | Arnaldo Antunes, Sérgio Britto, Nando Reis                                   | Paulo Miklos                 |         |  |
| 15. | "Eu Não Sei Fazer Música"                            | Arnaldo Antunes, Titãs                                                       | Branco Mello                 |         |  |
| 16. | "Nem Sempre Se Pode Ser Deus"                        | Titãs                                                                        | Branco Mello                 |         |  |
| 17. | "Polícia"                                            | Tony Bellotto                                                                | Sérgio Britto                |         |  |
| 18. | "Vou Duvidar"                                        | Sérgio Britto                                                                | Sérgio Britto                |         |  |
| 19. | "Lugar Nenhum"                                       | Arnaldo Antunes, Charles Gavin, Marcelo Fromer, Sérgio Britto, Tony Bellotto | Branco Mello                 |         |  |
| 20. | "Homem Primata"                                      | Ciro Pessoa, Nando Reis, Marcelo Fromer, Sérgio Britto                       | Sérgio Britto                |         |  |
| 21. | "Sonífera Ilha"                                      | Branco Mello, Carlos Barmack, Ciro Pessoa, Marcelo Fromer, Tony Bellotto     | Paulo Miklos                 |         |  |
| 22. | "Epitáfio"                                           | Sérgio Britto                                                                | Sérgio Britto                |         |  |
| 23. | "Flores"                                             | Charles Gavin, Paulo Miklos, Sérgio Britto, Tony Bellotto                    | Branco Mello                 |         |  |
| 24. | "Vossa Excelência"                                   | Paulo Miklos, Tony Bellotto, Charles Gavin                                   | Paulo Miklos                 |         |  |
| 25. | "Diversão"                                           | Nando Reis, Sérgio Britto                                                    | Paulo Miklos                 |         |  |

## Créditos
Adaptado do encarte do disco:

### Titãs
- Paulo Miklos - vocais nas faixas 3, 4, 7, 10, 12, 13, 20; vocais de apoio nas faixas 1, 2, 5, 6, 8, 9, 11, 15-19; guitarra nas faixas 3, 4, 10-14, 16, 18, 19; gaita em "A Melhor Banda de Todos os Tempos da Última Semana"
- Branco Mello - vocais nas faixas 1, 5, 11, 14, 15, 17, 19; vocais de apoio nas faixas 2-4, 6-9, 13, 16, 20; baixo nas faixas 10-14, 16, 18
- Sérgio Britto - vocais nas faixas 2, 4, 6, 8, 9, 16, 18; vocais de apoio nas faixas 1, 3, 5, 7, 10-15, 17, 19, 20; teclado nas faixas 6, 7, 11-13, 17-20
- Tony Bellotto - guitarra em todas as faixas; solos nas faixas 2, 13, 20
- Charles Gavin - bateria em todas as faixas

### Músicos de apoio
- Lee Marcucci - baixo nas faixas 1-9, 15, 17, 19, 20

### Pessoal técnico
- Jack Endino - produção, engenharia de gravação, edição e mixagem
- Paulo Peres, Alexandre Tubita e Lincoln Mendes - técnicos auxiliares de gravação
- Fernando Fortes e Cláudio Fujimori - assistentes de gravação
- Marco Hoffer - assistente de estúdio e edição de pro tools
- Guthemberg Pereira, Tude e Arthur - assistentes de edição e mixagem
- Carlos Freitas - masterização
- Nelson Damascena - produção executiva
- Bruno Batista - direção artística
- Paula Melo - coordenação do projeto
- Deyse Simões - empresária
- Toni Vanzolini, Gualter Pupo e Christiano Calvet - capa e projeto gráfico
- Marcelo Rossi - fotos da capa e encarte
- Daniela Conolly - supervisão de arte
- Sandro Mesquita - coordenação gráfica

#### Pré-produção
Realizada no Estúdio Nimbus, em São Paulo, de junho a agosto de 2005; e no Estúdio Jam House, no Rio de Janeiro, em julho e agosto de 2005
- Canrobert Marques - técnico de monitor
- Sergio Trentini e Vicente Cernauskas - roadies
- San Issobe, ângelo Cazarin, Julio Cazarin e Felipe Barros - técnicos de gravação do Estúdio Nimbus
- Xuxa, Rodrigo Issobe, Rui Goreba e Lirinha - assistentes do Estúdio Nimbus
- Augusto César - assistente no Estúdio Jam House

#### Produção do show
- Frederico Fonseca e Lica Paludo - produção do show
- Liliam Teixeira, Renatos Santos e Francisco Oliveira - assistentes de produção
- Toni Vanzolini e Gualter Pupo - cenografia
- Denis Netto - assistente de cenografia
- Celso Luiz dos Santos - cenotécnico
- Marcos Olívio - iluminação
- Spock - assistente de iluminação
- Claudia Kopke - figurino
- Anísio Lima - técnico de P.A.
- Canrobert Marques - técnico de monitor
- Sombra Jones, Sergio Trentini e Vicente Cernauskas - roadies
- Lauro Silva - segurança
- Wagner Credendio e Juarez Modesto - motoristas
- Golden Air Aerotaxi - locação de helicóptero